# Vittorio Storaro
Vittorio Storaro (Rome, 24 juni 1940) is een Italiaans cameraman. Hij won drie Academy Awards en een BAFTA. Hij werkte regelmatig samen met Bernardo Bertolucci.

## Leven en werk
Vittorio Storaro is de zoon van een filmprojecteur. Reeds als 11-jarige studeerde hij fotografie, waarna hij zich aansloot bij het Centro Sperimentale di Cinematografia. In 1968 filmde hij zijn eerste langspeelfilm, het drama Giovinezza, Giovinezza. Enkele jaren voordien had hij ook samengewerkt met collega Marco Scarpelli aan I normanni (1962).
Al gauw raakte Storaro bevriend met enkele van de bekendste Italiaanse filmmakers. Zo werkte hij samen met Dario Argento aan de horrorfilm L'uccello dalle piume di cristallo (1970) en met Bernardo Bertolucci aan Il conformista (1970) en Strategia del ragno (1970). Enkele jaren later filmde hij in dienst van Bertolucci het erotisch drama Ultimo Tango a Parigi (1973) met Marlon Brando in de hoofdrol.
In 1976 stond hij achter de camera van Bertolucci's epische film Novecento met Robert De Niro en Gérard Depardieu in de hoofdrol. Vanaf dan begon hij ook in Hollywood door te breken. In 1979 riep Francis Ford Coppola zijn hulp in voor de oorlogsfilm Apocalypse Now. Dat leverde Storaro een eerste Academy Award for Best Cinemaphotography op.
Nadien werkte hij voor de eerste keer samen met acteur/regisseur Warren Beatty, aan de film Reds (1981), en opnieuw werd de Italiaan beloond met een Oscar. Ook bij de derde nominatie was het prijs. Storaro won een Oscar voor het camerawerk in Bertolucci's film The Last Emperor (1987). Hij werd nog een vierde keer genomineerd, maar toen kon zijn nominatie niet verzilveren. Het was voor de stripverfilming Dick Tracy (1990) van Warren Beatty.
Storaro besteedt in zijn werk veel aandacht aan kleuren, omdat hij ervan overtuigd is dat elke kleur overeenkomt met een bepaalde gemoedstoestand. Dat is een theorie die ontwikkeld werd door Johann Wolfgang von Goethe. De Italiaanse cameraman valt bovendien ook op met zijn gevoel voor mode. Francis Coppola zei ooit dit over Storaro: Hij kan met een wit maatpak in de modder vallen en er nog netjes uitzien.

## Filmografie (selectie)
- 1970 - L'uccello dalle piume di cristallo (Dario Argento)
- 1970 - Il conformista (Bernardo Bertolucci)
- 1970 - Strategia del ragno (Bernardo Bertolucci)
- 1972 - Ultimo Tango a Parigi (Bernardo Bertolucci)
- 1973 - Malizia (Salvatore Samperi)
- 1973 - Giordano Bruno (Giuliano Montaldo)
- 1976 - 1900 (Bernardo Bertolucci)
- 1976 - Scandalo (Giuliano Montaldo)
- 1979 - Agatha (Michael Apted)
- 1979 - Apocalypse Now (Francis Ford Coppola)
- 1979 - La luna (Bernardo Bertolucci)
- 1981 - One from the Heart (Francis Ford Coppola)
- 1981 - Reds (Warren Beatty)
- 1985 - Ladyhawke (Richard Donner)
- 1987 - Ishtar (Elaine May)
- 1987 - The Last Emperor (Bernardo Bertolucci)
- 1988 - Tucker: The Man and His Dream (Francis Ford Coppola)
- 1989 - New York Stories (anthologiefilm, episode Life without Zoe van Francis Ford Coppola)
- 1990 - Dick Tracy (Warren Beatty)
- 1990 - The Sheltering Sky (Bernardo Bertolucci)
- 1993- Little Buddha (Bernardo Bertolucci)
- 1995 - Flamenco (Carlos Saura)
- 1996 - Taxi (Carlos Saura)
- 1998 - Bulworth (Warren Beatty)
- 1998 - Tango (Carlos Saura)
- 1999 - Goya en Burdeos (Carlos Saura)
- 2000 - Picking Up the Pieces (Alfonso Arau)
- 2004 - Exorcist: The Beginning (Renny Harlin)
- 2005 - Dominion: Prequel to the Exorcist (Paul Schrader)
- 2009 - Io, Don Giovanni (Carlos Saura)
- 2010 - L'imbroglio nel lenzuolo (Alfonso Arau)
- 2016 - Café Society (Woody Allen)
- 2017 - Wonder Wheel (Woody Allen)
- 2019 - A Rainy Day in New York (Woody Allen)

- Biblioteca Nacional de España: XX1259280
- Bibliothèque nationale de France: cb14044595d (data)
- Gemeinsame Normdatei: 123917832
- International Standard Name Identifier: 0000 0001 1450 5673
- Library of Congress Control Number: no92017705
- Nationale Bibliotheek van Tsjechië: xx0034127
- Nationale Bibliotheek van Israël: 987007440188805171
- Nederlandse Thesaurus van Auteursnamen: 129685860
- RKD-Nederlands Instituut voor Kunstgeschiedenis: 406574
- Istituto Centrale per il Catalogo Unico: CFIV114649
- Système universitaire de documentation: 074174843
- Union List of Artist Names: 500262264
- Virtual International Authority File: 85511428
- WorldCat: E39PBJpdVCcwytc8q7RRCYvJXd